# 星陵中学校・高等学校
星陵中学校・高等学校（せいりょうちゅうがっこう・こうとうがっこう）は、静岡県富士宮市星山に所在し、中高一貫教育を提供する私立中学校・高等学校。
略称は「星稜」。

## 沿革
- 1974年 - 学校法人金指学園星陵高校として出発。当時は普通科のみの男子校。
- 1975年 - 開校式。
- 1977年 - 学校法人静岡自動車学園星陵高校に移行。
- 1988年 - 英数科設置。
- 1990年 - 学校法人静岡理工科大学星陵高校に改称。
- 1994年 - 男女共学化。
- 1996年 - 英数科総合コース設置。普通科高・専一貫コース新設。
- 2002年 - 英数科高・大一貫コース設置。静岡理工科大学との授業提携開始。
- 2005年 - 創立30周年記念式典。
- 2011年 - 星陵中学校開設。英数科中高一貫コース設置。

## 概要
学校所在地が富士宮市星山であり、明星山の丘陵に位置することから、星陵高校の名称になった。
星陵中学校・高等学校における中高一貫制の教育区分は「2-2-2制」であり、中学校の第1学年及び第2学年の前期2年間を成長期、中学校第3学年及び高等学校第1学年の中期2年間を発展期、高等学校の第2学年及び第3学年の後期2年間を飛躍期とそれぞれ位置づけている。

### 金指学園時代
創設は1975年。当初は学校法人金指学園星陵高等学校という校名で、当時は珍しかったブレザーを制服（静岡伊勢丹製）にした。海外からの師弟も含め1学年149名程度を集め英才教育を施す全日・全寮制高校の開校を目標としたが、設立者の経営する金指造船が造船不況に陥り、地元に根付いた一般普通科高校として開校した。開校後3年ほどして静岡県内で自動車学校を経営する学校法人静岡自動車学園に移行し、現在の静岡北中学校・高等学校と兄弟校となった。   

### 自動車学園時代
自動車学園星陵高校時代になってからはその後目標が就職や専門学校への進学に変わり、地元企業に多くの人材を送り出した。競輪選手やハンドボールなどのスポーツなどで活躍する選手も輩出しスポーツに力を入れていたものの、市街地から遠い山間部という立地と、既に当時でも珍しい男子校のイメージと重なり、地元では県立普通高校に入れなかった学生の行き先であった。   

### 英数科新設時代
不人気問題を打破するため、1988年に大学進学を目標とした英数科を新設。入学時から文系と理系クラスに分け、8時間授業に、部活動の変わり朝・夜補修と、専攻にあった1日12時間以上カリキュラムを組み、月に1度の合宿講習や、夏季・春季休みには講習開催、進学塾以上の手厚いサポート体制をとった。また、英数科一期生の卒業にあわせグループ内の大学を開校した（現在の正式名称である学校法人静岡理工科大学星陵高等学校へ）。

### 静岡理工科大学時代
英数科一期生の成功と、生徒の夜間送迎バス運行を開始するなど学費の追加なしで進学塾さながらのサポートが受けられると評判を聞きつけた保護者などから英数科への人気が高まった。1994年に男女共学化した。

## 校歌
- 「富士むらさきに」

## 設置形態
- 中学校
- 高等学校
  - 普通科
    - 普通コース
    - 高・専一貫コース - 沼津情報・ビジネス専門学校、静岡デザイン専門学校との連携コース
    - 進学コース
      - 文系
      - 理系

  - 英数科
    - 英数コース
      - 文系
      - 理系

    - 高・大一貫コース - 静岡理工科大学との単位相互認定制度が特色
    - 総合コース
      - 文系
      - 理系

- -     - 中高一貫コース（星陵中学校からの内部進学者が在籍）
      - 文系
      - 理系

## 部活動
- 野球部
- 剣道部
- 卓球部
- 自転車競技部
- 陸上部
- サッカー部
- ハンドボール部
- バスケットボール部
- 硬式テニス部
- ソフトテニス部
- バドミントン部
- ゴルフ部
- ソフトボール部
- バレーボール部
- チアリーディング部
- 美術部
- 写真部
- 書道部
- 将棋部
- 囲碁部
- 文芸部
- 放送部
- 演劇部
- 工芸部
- 吹奏楽部
- 生物部
- 英語部
- JRC部
- 園芸部
- 茶道部
- 天文部

功績
- バドミントン部は平成15年度全国女子選抜大会団体優勝。16年高校総体女子ダブルス全国優勝。全国大会の常連校。また、24年には全国大会に男女でアベック出場を果たしている。
- 自転車競技部、ゴルフ部も全国大会出場多数。プロゴルファーやプロ競輪選手を多数輩出している。
- 文化系では吹奏楽部が有名。東部大会金賞、県大会常連校。

## 提携学校
- キャノンヒル・アングリカンカレッジ（ オーストラリア）
- マウントクリア・カレッジ（ オーストラリア）
- グラウアー・スクール（ アメリカ合衆国）
- マッキンリービル・ハイスクール（ アメリカ合衆国）

## 著名な卒業生
- 池野啓介 - 実業家
- 斉藤肇 - 野球選手
- 渡邉晴智 - 競輪選手
- 渡邉雄太 - 競輪選手
- 鈴木奈央 - 競輪選手